# 维尔茨堡音乐学院

维尔茨堡音乐学院（德語：Hochschule für Musik Würzburg）是位于德国维尔茨堡的音乐学院，拥有三所建筑物。2007年，其全日制学生人数约为650人。

## 历史
1797年， Franz Joseph Fröhlich创建了学术音乐学院（德語：Collegium musicum academicum）。
1921-1973 年间，学院被命名为巴伐利亚州音乐学院（德語：Bayerisches Staatskonservatorium der Musik）。
1973年9月1日，学院改名为维尔茨堡音乐学院。

## 学院课程
维尔茨堡音乐学院提供艺术和教育课程的音乐学士学位：
- 手风琴
- 指挥
- 声乐
- 吉他
- 古乐器
- 爵士乐
- 教堂音乐
- 钢琴
- 作曲
- 音乐理论
- 管弦乐器
- 管风琴
- 基础音乐教育

部分课程提供研究生学位。大学通过音乐ECI计划培养有音乐天赋的儿童和青少年成为音乐家。

## 教员和校友
- Karl Muck（1859–1940），指挥家
- Fritz Huth（德语） (1908–1980)，小号手
- Bertold Hummel （1925–2002），作曲家
- 齐格弗里德·芬克 （1928–2006），敲击乐演奏家、作曲家
- Ernst Hoffmann（德语） (1928–2016)，作曲家
- Martin Göß（德语） (1936–2018)，长号手
- Klaus Hinrich Stahmer （1941–），作曲家、音乐学家
- Heinz Winbeck（1946-2019），作曲家
- Ulrich Schultheiss（德语） （1956-），作曲家、学术教师
- Kolja Lessing （1961-），小提琴家、钢琴家、作曲家、学术教师
- Roland Böer （1970-），指挥家、音乐总监
- Patrick Lange（1981-），指挥家
- 洪振豪（1985-），大提琴家，Hoppipolla成员
- Tobias Feldmann （1991-），小提琴家，伊丽莎白王后国际音乐比赛决赛选手